# Emboonops hermosa
Espèce
Emboonops hermosa est une espèce d'araignées aranéomorphes de la famille des Oonopidae.

## Distribution
Cette espèce est endémique du Tabasco au Mexique,.

## Description
La femelle holotype mesure 1,77 mm.

## Étymologie
Son nom d'espèce lui a été donné en référence au lieu de sa découverte, Villahermosa.

## Publication originale
- Bolzern, Platnick & Berniker, 2015 : Three new genera of soft-bodied goblin spiders (Araneae, Oonopidae) from Mexico, Belize, and Guatemala. American Museum Novitates, no 3824, p. 1-59 (texte intégral).